# Cibolo
Cibolo ist eine Stadt im Guadalupe County und Bexar County im US-Bundesstaat Texas in den Vereinigten Staaten. Das U.S. Census Bureau hat bei der Volkszählung 2020 eine Einwohnerzahl von 32.276 ermittelt.

## Geografie
Die Stadt liegt am Cibolo Creek im mittleren Südosten von Texas, im äußersten Westen des Countys und reicht bis in das Bexar County. Sie hat eine Gesamtfläche von 13,8 km² ohne nennenswerte Wasserfläche.

## Geschichte
Als 1877 die Galveston, Harrisburg and San Antonio Railway ihr das sich in der Nähe befindliche Nachschubdepot Cibolo Valley nannte, wurde die kleine Ansiedlung, die bisher nur unter Fromme's Store, nach dem gleichnamigen Gemischtwarenladen, bekannt war, Cibolo benannt. Das erste Postbüro wurde 1883 eingerichtet.
Den größten wirtschaftlichen Einfluss hatte die 1930 in der Nähe erbaute Randolph Air Force Base und ab 1980 die Expansion von San Antonio.

## Demografische Daten
Nach der Volkszählung im Jahr 2000 lebten hier 3.035 Menschen in 1.092 Haushalten und 848 Familien. Die Bevölkerungsdichte betrug 219,9 Einwohner pro km². Ethnisch betrachtet setzte sich die Bevölkerung zusammen aus 81,09 % weißer Bevölkerung, 6,16 % Afroamerikanern, 0,26 % amerikanischen Ureinwohnern, 1,35 % Asiaten, 0,10 % Bewohnern aus dem pazifischen Inselraum und 8,11 % aus anderen ethnischen Gruppen. Etwa 2,93 % waren gemischter Abstammung und 19,01 % der Bevölkerung waren spanischer oder lateinamerikanischer Abstammung.
Von den 1.092 Haushalten hatten 42,8 % Kinder unter 18 Jahre, die im Haushalt lebten. 65,3 % davon waren verheiratete, zusammenlebende Paare. 8,9 % waren allein erziehende Mütter und 22,3 % waren keine Familien. 19,2 % aller Haushalte waren Singlehaushalte und in 6,0 % lebten Menschen, die 65 Jahre oder älter waren. Die Durchschnittshaushaltsgröße betrug 2,78 und die durchschnittliche Größe einer Familie belief sich auf 3,19 Personen.
29,4 % der Bevölkerung waren unter 18 Jahre alt, 7,1 % von 18 bis 24, 35,6 % von 25 bis 44, 21,8 % von 45 bis 64, und 6,2 % die 65 Jahre oder älter waren. Das Durchschnittsalter war 35 Jahre. Auf 100 weibliche Personen aller Altersgruppen kamen 91,8 männliche Personen. Auf 100 Frauen im Alter von 18 Jahren und darüber kamen 90,3 Männer.
Das jährliche Durchschnittseinkommen eines Haushalts betrug 53.780 USD, das Durchschnittseinkommen einer Familie 65.545 USD. Männer hatten ein Durchschnittseinkommen von 42.557 USD gegenüber den Frauen mit 26.333 USD. Das Prokopfeinkommen betrug 23.988 USD. 6,1 % der Bevölkerung und 4,8 % der Familien lebten unterhalb der Armutsgrenze. Davon waren 7,7 % Kinder und Jugendliche unter 18 Jahren und 16,6 % waren 65 oder älter.

## Persönlichkeiten
- Richard Kuykendoll (* 1999), Sprinter